# Ernst Kaltenbrunner
Pour les articles homonymes, voir Kaltenbrunner.
Ernst Kaltenbrunner, né le 4 octobre 1903 à Ried im Innkreis en Autriche et exécuté le 16 octobre 1946 à Nuremberg, est un haut fonctionnaire autrichien de la SS, un criminel contre l'humanité et un criminel de guerre.
D'abord nazi dans la clandestinité en tant que citoyen autrichien, il milite pour l’Anschluss, le rattachement de son pays au Troisième Reich. Ensuite, il est officiellement nommé chef de la SS, aux niveaux politique et policier, pour son ancien pays, devenu une région allemande. Il exerce ces fonctions de 1938 à début 1943.
À partir de janvier 1943, en dirigeant le RSHA à la suite de Reinhard Heydrich, il est l’un des principaux responsables du système policier nazi et l'un des maillons de la Shoah, qui a pris une très grande ampleur depuis l’été 1941.
Au procès de Nuremberg, il est condamné à mort par pendaison pour crimes de guerre et crimes contre l'humanité et la peine est exécutée.

## Ascension dans la hiérarchie nazie autrichienne
Originaire de la région de Linz en Autriche comme Adolf Hitler, il suit les traces de son père en faisant des études de droit à l'université de Graz. Après avoir travaillé de nuit pendant deux ans pour payer ses cours à l'université, il s'inscrit au barreau de Linz en 1928. Pendant ses études, Kaltenbrunner ne cesse d’avoir une activité politique et milite dans le Mouvement indépendant de la Libre Autriche, qui le conduit au nazisme. Son père, également avocat à Linz, est un ami de la famille Eichmann.
En 1932, il adhère, avec Adolf Eichmann, au Parti national-socialiste autrichien, dont il est le 300179e membre et, au début de 1933, aux formations SS plus ou moins camouflées qui commencent l’infiltration des organismes de combat nazis en Autriche. Il y reçoit le no 13 039. À la SS, il joue aussitôt un rôle de meneur et devient l’un des orateurs du parti en Haute-Autriche. En même temps, il organise et donne des consultations juridiques gratuites aux membres et aux sympathisants du parti.
Dans le courant de 1933, il est nommé chef de la 37e brigade SS. Son activité attire l’attention de la police autrichienne. Arrêté en janvier 1934, il est envoyé au camp de détention de Kaisersteinbruch (de) avec quelques autres nazis autrichiens[réf. nécessaire]. Au camp, Kaltenbrunner réussit très rapidement à prendre un grand ascendant sur ses compagnons de captivité. Sa grande taille et sa force physique y contribuent plus que ses connaissances juridiques. À Pâques 1934, il organise une grève de la faim qui est d’abord générale puis, le secrétaire d’État Karwinsky étant venu lui-même inspecter le camp et ayant promis quelques améliorations matérielles, la grève cesse dans toutes les baraques à l’exception de celle de Kaltenbrunner.
Dans le courant de 1934, il est nommé chef de la 8e division SS, mais il ne participe pas à la tentative de putsch de juillet 1934, au cours de laquelle le chancelier Dollfuss est assassiné. Cette absence de participation le fait choisir par le gouvernement Schuschnigg comme l’un des nazis capables de faire aboutir la tentative de pacification politique entreprise en septembre 1934.
Cette tentative échoue et, en mai 1935, Kaltenbrunner est de nouveau arrêté et inculpé de haute trahison pour ses relations avec l’organisation SS allemande. Il est radié du barreau pour son activité politique mais avait été nommé chef des SS autrichiens peu avant son arrestation. Après six mois de détention préventive, il comparaît devant un tribunal qui, faute de preuves, le condamne pour conspiration à une peine de six mois de prison, peine couverte par la détention préventive.

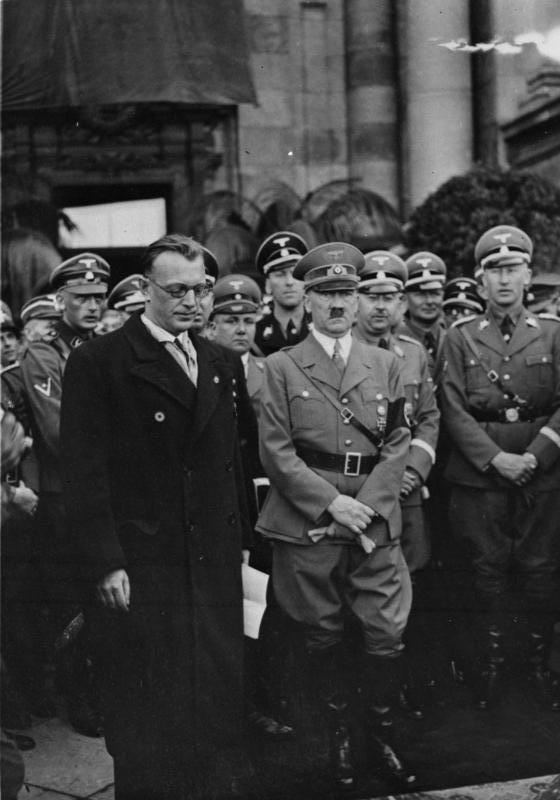
Vienne, 1938, de gauche à droite : au premier plan, Seyss-Inquart et Hitler ; au second plan à gauche, Kaltenbrunner et Bormann ; à droite, Himmler et Heydrich.

Libéré, Kaltenbrunner consacre son activité à la préparation de l’Anschluss, le rattachement de l’Autriche à l'Allemagne, et reçoit ses ordres de Göring. C’est dans le cadre de cette action, menée sur des directives venues d’Allemagne, qu’il fait la connaissance de Seyss-Inquart. Proche de ce dernier, il est nommé secrétaire d'État à la Sécurité publique dans son cabinet, le 11 mars 1938, dès le déclenchement de l'opération politico-militaire de rattachement. Contrôlé discrètement par Himmler, Kaltenbrunner continue de diriger de manière non officielle la SS autrichienne dans le but de mettre au pas la population du pays en cours d’intégration au Troisième Reich. Ainsi, le 21 mars, il est promu SS-Brigadeführer,.

## Après l'Anschluss

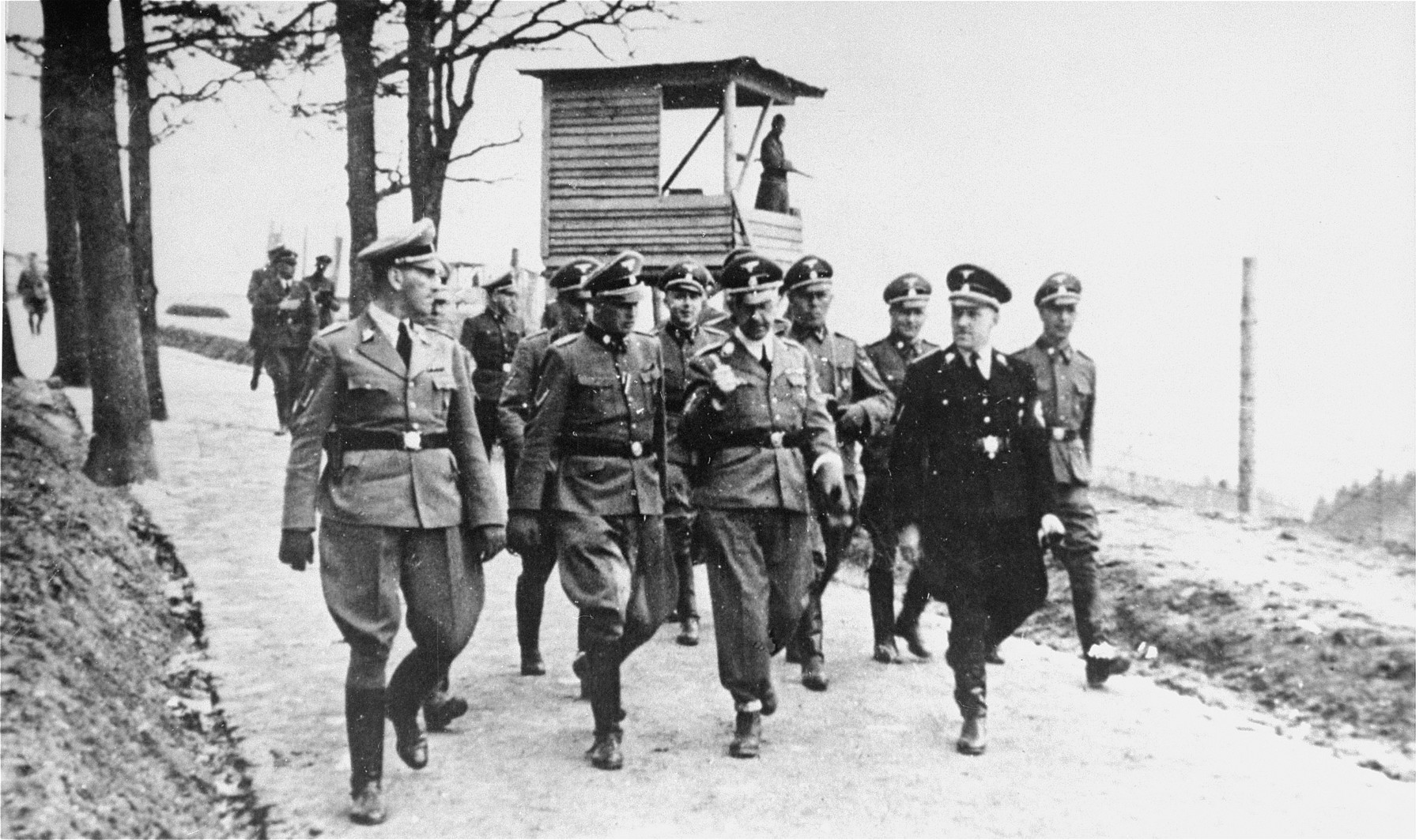
Inspection du camp de concentration de Mauthausen en avril 1941, près de Linz : de gauche à droite au premier plan, Kaltenbrunner, le commandant du camp Franz Ziereis, Himmler et Eigruber.

Le 10 avril 1938, Kaltenbrunner devient député du Reichstag ; son mandat prend fin de fait le 8 mai 1945.
Il aide à la mise en place du premier camp de concentration en Autriche, le camp de Mauthausen près de Linz, qui ouvre en août 1938,.
Six mois après l'Anschluss auquel les nazis autrichiens contribuent activement, le 11 septembre, il est nommé à la tête de la police régionale autrichienne avec le titre de Donau Höhere SS- und Polizeiführer (Donau HSSpf), « chef supérieur de la SS et de la Police pour la région Danube », qui recouvre l'Autriche et dont le siège est à Vienne. Simultanément, il est promu SS-Gruppenführer. Il va garder ce poste et ce grade pendant près de cinq ans, jusqu'au 30 janvier 1943.
Au niveau politique, on le nomme aussi Führer (« chef ») du SS-Oberabschnitt Österreich (de) (« Autriche »), région propre à la structure SS qui est renommée SS-Oberabschnitt Donau (« Danube ») en novembre 1938.
L'aventure autrichienne terminée par l'Anschluss, Kaltenbrunner mène l'existence d'un parfait fonctionnaire SS.
Le 20 juin 1940, il cumule aussi le poste de préfet de police de Vienne (Polizeipräsident von Wien) après la mort de son titulaire, le SS-Oberführer Otto Steinhäusl (de) : il cède ce poste à l'un de ses adjoints, Leo Gotzmann (de), le 6 janvier 1941.
En avril 1941, on complète son grade en lui adjoignant la mention « général de division de la police » ; il est en conséquence SS-Gruppenführer und Generalleutnant der Polizei et devient en quelque sorte le Himmler autrichien mais sans pouvoir personnel, simple agent de transmission des ordres venus de Berlin. À ce titre, il participe à la scénographie mise au point par Himmler autour de ses hommes morts pendant le service, envoyant des couronnes de fleurs pour les enterrements.

## Responsable du RSHA

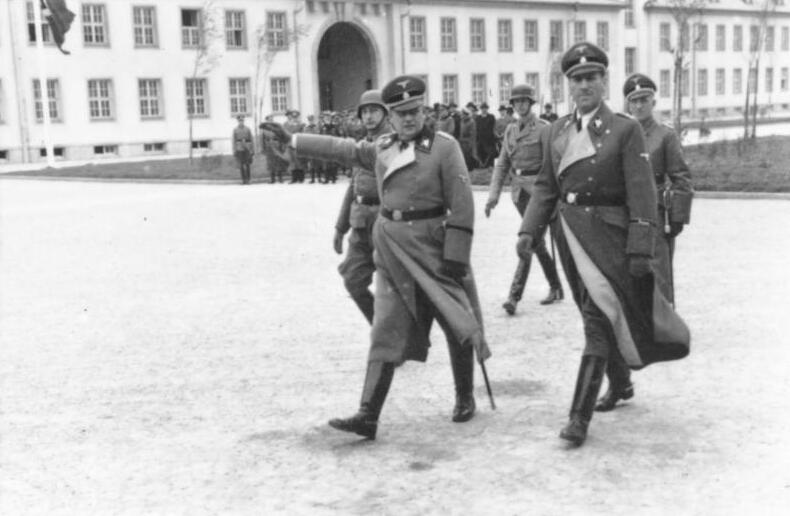
Kaltenbrunner (à droite) lors de l’inspection d’une école technique automobile de Vienne en 1941.

Homme de confiance de Himmler, jouissant d'une réputation de spécialiste des services secrets, il est sélectionné dès décembre 1942 par celui-ci pour prendre la tête du RSHA. Le 30 janvier 1943, il est officiellement nommé chef du RSHA, succédant à Heinrich Himmler qui assurait l'intérim de ces fonctions depuis la mort de Reinhard Heydrich. Le siège de la Commission internationale de police criminelle (ancêtre d'Interpol) étant tombé aux mains des nazis avec l'Anschluss, Kaltenbrunner en devient également le dirigeant de 1943 à 1945.
Chef du RSHA, il est également responsable de la carrière des agents qu'il encadre : à ce titre, il doit approuver leurs promotions ou rétrogradations, ou encore faire pression en vue de leur promotion, ce jusqu’à une date tardive du conflit.
Dès les premiers mois de sa direction, il doit négocier avec le ministre de la Justice, Otto Georg Thierack, la mainmise sur l'exécution des peines des délinquants étrangers, dont le SD s'assure définitivement le contrôle au terme d'une lutte serrée. Dans le même temps, il est sollicité par le HSSPf en poste à Cracovie, Friedrich-Wilhelm Krüger, afin d'intercéder auprès de Himmler en vue de l'obtention d'un délai pour la déportation de certains ouvriers juifs spécialisés originaires du Gouvernement général. Il joue également le rôle d'aiguillon dans la politique d'extermination des Juifs italiens, mise en œuvre à partir de l'automne 1943.

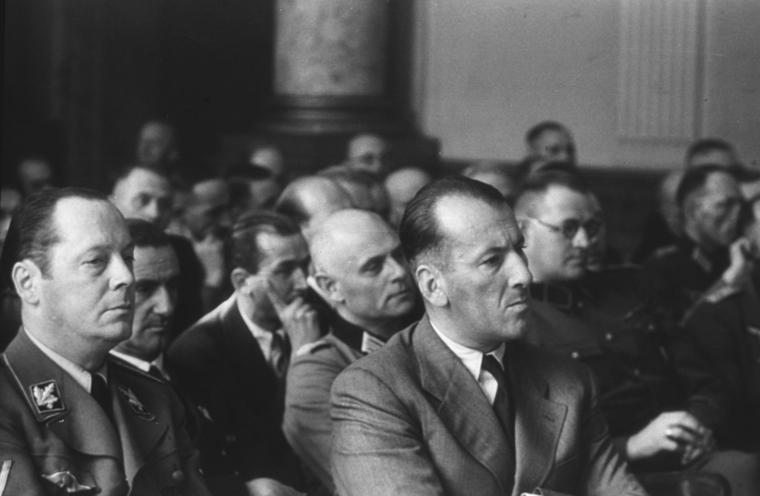
Ernst Kaltenbrunner, en civil, dans l'assistance du Volksgerichtshof, lors du procès de l'un des conjurés du complot du 20 juillet 1944-.

Chef du RSHA, Kaltenbrunner, plutôt que Himmler, est chargé de l'enquête sur l'attentat du 20 juillet 1944 contre Hitler, en s'appuyant notamment sur son agent Horst Kopkow et sur le département IV du RSHA, créé pour l'occasion. Dans les mois qui suivent, Kaltenbrunner informe régulièrement Bormann des progrès des enquêtes confiées à ses services : au moyen des « rapports Kaltenbrunner », non seulement Bormann est avisé des progrès de l'enquête, mais il est aussi informé de la perception très antisémite des conspirateurs, développée par le chef du RSHA, ou encore éclaire certaines représentations des conjurés conservateurs[pas clair].
Le 25 septembre 1944, alors que l'Armée rouge a définitivement libéré l'Ukraine, les nazis veulent créer un organisme  politique en Ukraine qui leur soit favorable afin d'entraver l'avancée soviétique. Kaltenbrunner propose de libérer Stepan Bandera et d'autres leaders du courant nationaliste ukrainien pour mettre en place un gouvernement en exil.
Chef du RSHA donc du SD, il est parfaitement informé de l'état d'esprit non seulement des populations des territoires contrôlés par le Reich, mais aussi de celui de la population allemande durant la dernière année du conflit. Lorsque les frontières occidentales du Reich sont menacées, à partir de septembre 1944, la panique totale, la dislocation de la cohésion du peuple, tant vantée par les nazis, le discrédit des responsables locaux et régionaux du NSDAP, sont soigneusement enregistrés. De septembre 1944 à avril 1945, les rapports émanant de ses services renseignent ainsi sur l'attitude des populations du Reich : en septembre sur l'importance du défaitisme en Autriche et en mars, sur l'attitude des populations dans les Gaue des régions occidentales du Reich, populations qui tendent à se rebeller contre la poursuite du conflit.
À la fin de l'année 1944, dans le chaos des villes bombardées, en tant que responsable du RSHA, il doit coordonner les actions des différentes forces de police, compétentes pour le contrôle des millions de travailleurs forcés exploités dans le Reich ; il décide en février 1945 de renforcer l'autonomie dont disposent, depuis un décret de Himmler du mois de novembre précédent, les responsables locaux en matière de contrôle et de répression des travailleurs étrangers : forts de cette nouvelle autorité, les responsables locaux multiplient les exécutions de travailleurs étrangers en février et mars, puis, rapidement ces exécutions deviennent des massacres à plus grande échelle.

## Responsable des projets coloniaux et criminels du Reich pour l’Est de l’Europe
De plus, comme responsable du RSHA, il continue la politique menée par Heydrich dans le domaine de la colonisation de l'Est de l'Europe.
Ainsi à l'automne 1941, à la demande de ce dernier, a été élaboré un projet de colonisation de l'Est de l'Europe. Sollicité à ce sujet par Frank par une lettre du 5 juillet 1944, dans lequel le gouverneur général expose ses réserves à l'encontre des projets coloniaux de Himmler en Pologne, Kaltenbrunner défend, dans la réponse du 19 octobre 1944, la politique raciale appliquée dans le Gouvernement général à partir de 1939.
De même, il doit appliquer certaines consignes en matière de déplacement massif de populations, comme le lui ordonne Himmler en juillet 1944.
Mais son action dans l'Europe occupée ne se limite pas à la supervision de l'élaboration de projets coloniaux, elle consiste également à être parfaitement informé des exactions perpétrées par la SS à l'encontre des Juifs ou des Slaves. À la demande de Himmler, il fournit des statistiques simples renseignant mensuellement le nombre de Juifs exterminés et le nombre de Juifs encore libres ; de même, chef du RSHA, il est présent lors de l'arrêt, alors pensé comme provisoire, des opérations d'expulsion des Polonais dans le district de Zamość.

## Derniers mois du conflit et procès de Nuremberg
En mars 1945, il envoie Wilhelm Höttl négocier à Berne avec Allen Dulles, le chef de l'OSS, pour préparer une éventuelle paix séparée entre les États-Unis et l'Autriche. Mais cette négociation ne peut aboutir, Vienne ayant été prise d'assaut par l'Armée rouge.
Lors de l'insurrection de Vienne à la fin du conflit, Hitler l'envoie en personne se charger de mater la rébellion. Or la ville tombe avant l'arrivée de Kaltenbrunner sur place. Ce dernier préfère alors se réfugier, avec sa maîtresse âgée de 24 ans, la comtesse Gisela von Westarp, dans le « réduit alpin » d'Altaussee plutôt que de retourner à Berlin menacée d'encerclement. De ce réduit alpin, il continue à entretenir des relations avec son supérieur hiérarchique, Himmler, avec lequel il converse encore par radio le 30 avril 1945.
C'est à Altaussee qu'il aurait ordonné à son subordonné Adolf Eichmann de quitter le groupe de nazis qui s'y était réfugié (dont Franz Stangl et Wilhelm Höttl), en raison de la menace que sa présence faisait peser sur le groupe.
Barricadé dans sa « forteresse alpine » près d'Altaussee, Kaltenbrunner y est capturé le 12 mai 1945 par le capitaine du Counter Intelligence Corps Robert E. Matteson ; c'est sa maîtresse qui, par mégarde, permet aux Alliés de l'identifier. Il est alors transféré au Royaume-Uni pour y être interrogé puis, accusé de crimes de guerre et de crimes contre l'humanité, il est traduit devant le tribunal allié lors du procès de Nuremberg, où il figure parmi les principaux accusés « personnes physiques » du régime nazi déchu, au nombre de vingt-quatre.

Après s'être d'abord effondré, il nie toute responsabilité, refusant même de reconnaître sa propre signature sur des documents accablants. Condamné à mort, il est pendu le 16 octobre 1946 et a pour derniers mots : « Allemagne, bonne chance ! ».
 Son cadavre est incinéré le lendemain dans le crématorium du cimetière de l'est de Munich (Ostfriedhof (en)) et ses cendres furent dispersées dans le Wenzbach, un affluent de l'Isar.

Kaltenbrunner au procès de Numreberg
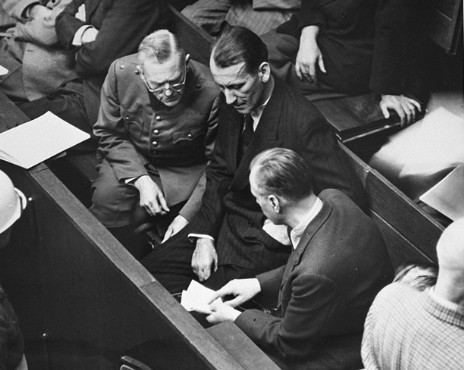
Entre Keitel (à sa gauche) et Rosenberg.
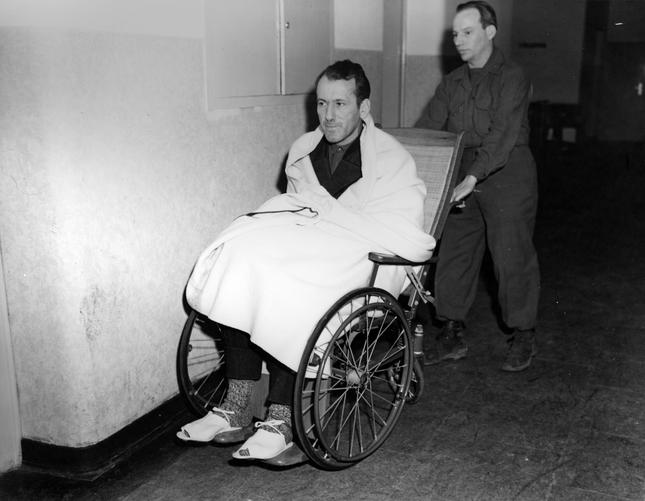
Il est amené en fauteuil roulant au tribunal, après une hémorragie cérébrale bénigne (1946).
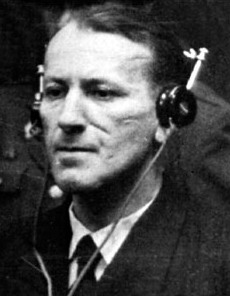
Il écoute les interprètes au tribunal.
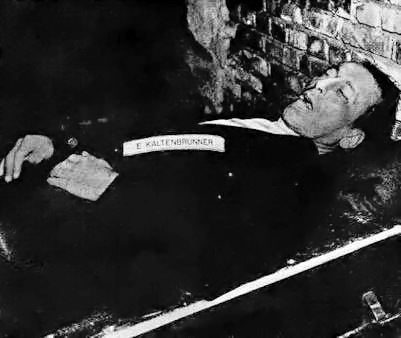
Le 16 octobre 1946, après son exécution.

## Résumé de sa carrière dans la SS
Les rangs et dates mentionnés sont issus de l'ouvrage de Miller 2015, p. 393. Il s'agit soit de grades dans la SS générale, sinon de grades dans la police ou de grades dans la Waffen-SS lorsque c’est explicitement mentionné. L’équivalence la plus proche dans l'armée française est fournie entre parenthèses.
- SS-Mann (soldat) - 31 août 1931
- SS-Truppführer (adjudant) - 1931
- SS-Sturmhauptführer (capitaine) - 25 septembre 1932
- SS-Standartenführer (colonel) - 20 avril 1936
- SS-Oberführer (grade intermédiaire entre colonel et général de brigade) - 20 avril 1937
- SS-Brigadeführer (général de brigade) - 21 mars 1938
- SS-Gruppenführer (général de division) - 11 septembre 1938
- SS-Untersturmführer der Reserve der Waffen-SS (sous-lieutenant de réserve de la Waffen-SS) - 1er juillet 1940
- Generalleutnant der Polizei (général de division dans la police) - 1er avril 1941
- SS-Obergruppenführer und General der Polizei (général de corps d’armée dans la police) - 21 juin 1943
- General der Waffen-SS und Polizei (général de corps d’armée dans la police et dans la Waffen-SS) - 1er décembre 1944